# Kreis Brăila

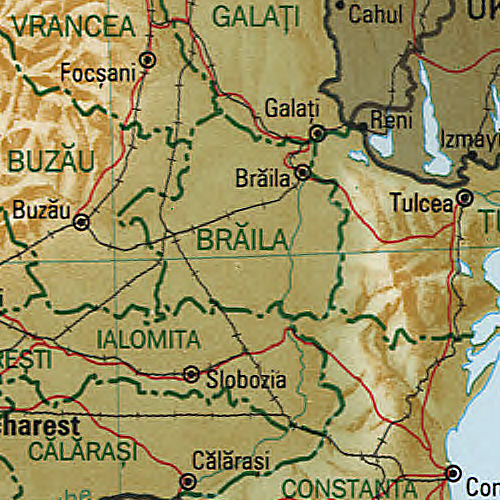
Karte des Kreises Brăila

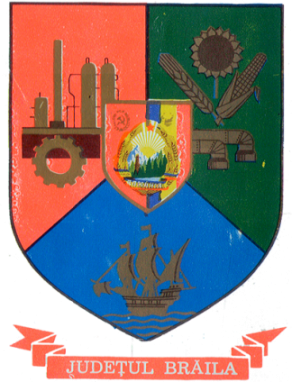
Wappen des Kreises Brăila, zur Zeit des Realsozialismus

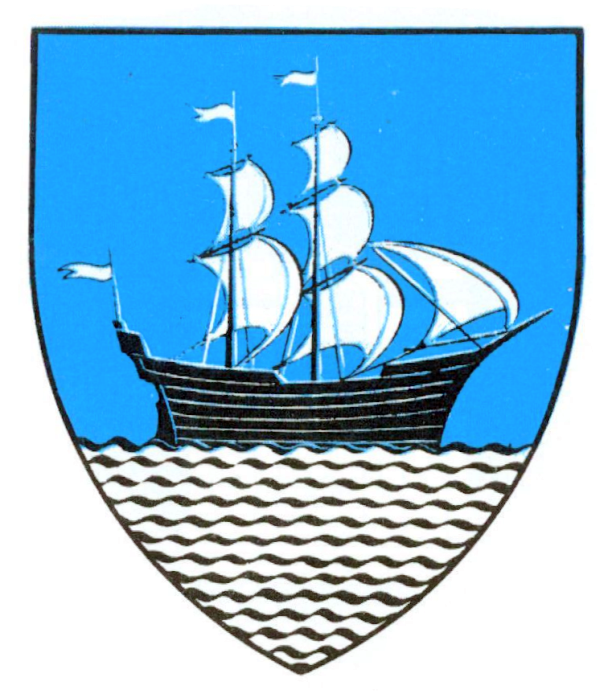
Wappen des Kreises Brăila, in der Zwischenkriegszeit

Brăila ([brəˈila]; Ausspracheⓘ) ist ein rumänischer Kreis (rumänisch Județ) in der Region Walachei mit der Kreisstadt Brăila. Seine gängige Abkürzung und das Kfz-Kennzeichen sind BR.
Der Kreis Brăila grenzt im Norden an die Kreise Vrancea und Galați, im Osten an den Kreis Tulcea, im Süden an die Kreise Constanța und Ialomița und im Westen an den Kreis Buzău.

## Demographie
Im Jahr 2002 hatte der Kreis Brăila 373.174 Einwohner und eine Bevölkerungsdichte von 78 Einwohnern pro km².
2011 hatte der Kreis Brăila 321.212 Einwohner somit eine Bevölkerungsdichte von 67 Einwohnern pro km².

## Geographie
Der Kreis hat eine Gesamtfläche von 4766 km², dies entspricht knapp 2 % der Fläche Rumäniens.

## Städte und Gemeinden

### Status der Ortschaften
Der Kreis Brăila besteht aus offiziell 144 Ortschaften. Davon haben fünf den Status einer Stadt, 40 den einer Gemeinde. Die übrigen sind administrativ den Städten und Gemeinden zugeordnet.

### Größte Orte
| Stadt/Gemeinde            | Einwohner |
| ------------------------- | --------- |
| Brăila                    | 154.686   |
| Ianca                     | 008.969   |
| Chiscani                  | 006.151   |
| Însurăței                 | 005.870   |
| Viziru                    | 005.528   |
| Tufești                   | 004.446   |
| Șuțești                   | 003.945   |
| Vădeni                    | 003.700   |
| Movila Miresii            | 003.692   |
| Cazasu                    | 003.611   |
| Măxineni                  | 003.265   |
|                           |           |
| Făurei                    | 003.008   |
| (Stand: 1. Dezember 2021) |           |